# Dāshlī Borūn
Dāshlī Borūn (persiska: داشلی برون) är en ort i Iran.   Den ligger i provinsen Golestan, i den norra delen av landet, 400 km nordost om huvudstaden Teheran. Dāshlī Borūn ligger 54 meter över havet och antalet invånare är 970.
Terrängen runt Dāshlī Borūn är platt.Runt Dāshlī Borūn är det ganska tätbefolkat, med 65 invånare per kvadratkilometer. Dāshlī Borūn är det största samhället i trakten. Omgivningarna runt Dāshlī Borūn är i huvudsak ett öppet busklandskap.